# Australiens Grand Prix 2009
Australiens Grand Prix 2009 var det första av 17 lopp ingående i formel 1-VM 2009.

## Rapport
I första startledet stod Brawn GP-förarna Jenson Button och Rubens Barrichello och bakom dem stod Sebastian Vettel i Red Bull och Robert Kubica i BMW Sauber följda av Nico Rosberg i Williams och Felipe Massa i Ferrari. I fjärde raden stod Kimi Räikkönen i Ferrari och Mark Webber i Red Bull och i femte raden Nick Heidfeld i BMW Sauber och Fernando Alonso i Renault. Både Lewis Hamilton och Heikki Kovalainen i McLaren hade problem och missade Q3. Toyota diskvalificerades från kvalet, varför Timo Glock och Jarno Trulli fick starta sist. 
Button, som hade pole position, tog starten och ledde loppet från start till mål och stallkamraten Barrichello kom tvåa vilket gav Brawn GP en historisk dubbelseger i debutloppet. Barrichello fick dock en dålig start och tappade flera placeringar men efter att Vettel kolliderat med Kubica i slutet av loppet var han åter tvåa. Loppet avslutades bakom säkerhetsbilen med Trulli på tredje plats. Han hade dock tidigare kört om bakom säkerhetsbilen, varför han straffades med ett tidstillägg och slutade tolva. Tredjeplatsen övertogs istället av Hamilton, som hade startat från den artonde rutan. Hamilton diskvalificerades senare vilket medförde att Trulli återfick sin tredjeplats. 

## Resultat
1. Jenson Button, Brawn-Mercedes, 10 poäng
2. Rubens Barrichello, Brawn-Mercedes, 8
3. Jarno Trulli, Toyota, 6
4. Timo Glock, Toyota, 5
5. Fernando Alonso, Renault, 4
6. Nico Rosberg, Williams-Toyota, 3
7. Sébastien Buemi, Toro Rosso-Ferrari, 2
8. Sébastien Bourdais, Toro Rosso-Ferrari, 1
9. Adrian Sutil, Force India-Mercedes
10. Nick Heidfeld, BMW Sauber
11. Giancarlo Fisichella, Force India-Mercedes
12. Mark Webber, Red Bull-Renault
13. Robert Kubica, BMW Sauber (varv 56, olycka)
14. Sebastian Vettel, Red Bull-Renault (56, olycka)
15. Kimi Räikkönen, Ferrari (55, differential)

### Förare som bröt loppet
- Felipe Massa, Ferrari (varv 45, upphängning)
- Nelsinho Piquet, Renault (24, snurrade av)
- Kazuki Nakajima, Williams-Toyota (17, olycka)
- Heikki Kovalainen, McLaren-Mercedes (0, olycksskada)

### Förare som diskvalificerades
- Lewis Hamilton, McLaren-Mercedes (varv 58)